# 10cc (альбом)
10cc — дебютний студійний альбом британської рок-гурту 10cc, який вийшов у 1973 році.

## Список композицій

### Перша сторона
Автор музики і слів Кевін Годлі, Лол Крім, Грем Гоулдман, Ерік Стюарт. 
| #     | Назва                 | Тривалість |
| ----- | --------------------- | ---------- |
| 1.    | «Johnny, Don't Do It» | 3:36       |
| 2.    | «Sand in My Face»     | 3:36       |
| 3.    | «Donna»               | 2:53       |
| 4.    | «The Dean and I»      | 3:03       |
| 5.    | «Headline Hustler»    | 3:31       |
| 16:39 |                       |            |

### Друга сторона
Автор музики і слів Кевін Годлі, Лол Крім, Грем Гоулдман, Ерік Стюарт. 
| #     | Назва                                           | Тривалість |
| ----- | ----------------------------------------------- | ---------- |
| 1.    | «Speed Kills»                                   | 3:47       |
| 2.    | «Rubber Bullets»                                | 5:15       |
| 3.    | «The Hospital Song»                             | 2:41       |
| 4.    | «Ships Don’t Disappear in the Night (Do They?)» | 3:04       |
| 5.    | «Fresh Air for My Mama»                         | 3:34       |
| 17:51 |                                                 |            |

## Чарт

### Щотижневі чарти
| Чарти (1973)                    | Найвища позиція |
| ------------------------------- | --------------- |
| Australia (Kent Music Report)   | 43              |
| Велика Британія UK Albums (OCC) | 36              |

## Сертифікації
| Регіон                                             | Сертифікація | Продажі |
| -------------------------------------------------- | ------------ | ------- |
| Велика Британія (BPI)                              | Срібний      | 60 000^ |
| ^відвантаження, що базуються лише на сертифікаціях |              |         |